# Triticella capsularis
Triticella capsularis är en mossdjursart som beskrevs av Gordon och Wear 1999. Triticella capsularis ingår i släktet Triticella och familjen Triticellidae. Inga underarter finns listade i Catalogue of Life.